# Achères (Cher)
Achères é uma comuna francesa na região administrativa do Centro, no departamento Cher. Estende-se por uma área de 12,88 km². Em 2010 a comuna tinha 385 habitantes (densidade: 29,9 hab./km²).